# Poškození reaktoru zářením
Poškození reaktoru zářením je jeden z hlavních faktorů omezující životnost primárního okruhu a tím i celé elektrárny. Ty jsou vystavovány extrémním podmínkám a kvůli obtížnosti jejich výměny a bezpečnosti elektrárny musí být schopny spolehlivě odolávat všem vnějším vlivům. Jedním z hlavních faktorů je poškození v důsledku záření vytvořeného během štěpné reakce. Jedná se o velmi komplexní problematiku specifickou pouze pro jaderné reaktory. Pochopení účinků záření na mikrostrukturu spolu s fyzikálními a mechanickými vlastnostmi materiálů nám umožňuje použít slitiny odolnější vůči poškození zářením. Zářením jsou nejvíce ovlivněny komponenty uvnitř tlakové nádoby reaktoru včetně nádoby samotné. Nejvyšším dávkám radiace jsou vystaveny palivové soubory v centru aktivní zóny.

## Radiační poškození kovů a slitin
Vzhledem k povaze výroby jaderné energie jsou materiály používané v RPV neustále bombardovány vysokoenergetickými částicemi, zpravidla neutrony a gamma zářením. Když se jedna z těchto částic srazí s atomem v materiálu, předá část své kinetické energie a vyrazí atom z jeho pozice v mřížce. Když k tomu dojde, tento primární "knock-on" atom, který byl přemístěn se může odrazit a vyrazit další atomy z mřížky. Tento jev může způsobit vytlačení mnoha atomů z jejich původních pozic a vytvoření mnoha typů defektů. Hromadění různých defektů může způsobit mikrostrukturální změny, které vedou k degradaci makroskopických vlastností. Kaskádová reakce způsobená primárními knock-on atomy často zanechává stopu volných míst a shluků defektů na okraji. Tento jev se nazývá kaskáda posunu. V centru kaskády posunu je spousta volného místa, které se také může zhroutit do dislokačních smyček. Vlivem ozařování mají materiály tendenci vyvíjet vyšší koncentraci defektů a vysoké provozní teploty vyvolávají jejich migraci. To může způsobit například rekombinaci intersticiálních a prázdných míst či shlukování podobných defektů, které mohou buď vytvářet sraženiny či naopak dutiny. Příklady propadů nebo termodynamicky příznivých míst pro migraci defektů jsou hranice zrn, dutiny, nekoherentní shluky a dislokace.

### Radiací vyvolaná segregace
Interakce mezi defekty a legujícími prvky může způsobit redistribuci atomů v místech jako jsou hranice zrn. Určité prvky mohou být v těchto oblastech obohaceny nebo vyčerpány, což často vede ke křehnutí hranic zrn nebo jiným škodlivým změnám vlastností. Důvodem je tok atomů různými difúzní koeficienty. Nerovnoměrné rychlosti difúze způsobují koncentraci atomů, která nemusí odpovídat homogennímu složení slitiny. Nikl, měď a křemík mají tendenci se obohacovat ve shlucích, zatímco chrom má tendenci být v těchto místech méně zastoupen. Výsledným fyzikálním efektem je změna chemického složení na hranicích zrn nebo kolem dutin/nekoherentních shluků.

### Radiací způsobené křehnutí
Defekty, jako jsou dutiny nebo bubliny, dislokační smyčky, shluky nebo čáry, mohou zpevnit materiál tím, že blokují pohyb dislokace. Pohyb dislokací je to, co vede k plastické deformaci. Zatímco se tím materiál vytvrzuje, nevýhodou je, že dochází ke ztrátě tažnosti. Ztráta tažnosti nebo zvýšení křehkosti je u RPV nebezpečné, protože může bez varování vést ke katastrofálnímu selhání. Když tvárné materiály selžou, dochází před porušením k podstatné deformaci, kterou lze monitorovat. Křehké materiály praskají a explodují pod tlakem bez velké předchozí deformace, takže je obtížné monitorovat jestli se materiál blíží selhání. Zvláště škodlivým prvkem v ocelích, který může vést ke ztvrdnutí nebo zkřehnutí, je měď. Sraženiny bohaté na měď jsou velmi malé (1-3 nm), takže jsou účinné při fixaci dislokací. Bylo zjištěno, že měď je dominantním škodlivým prvkem v ocelích používaných pro RPV, zejména pokud je hladina nečistot vyšší než 0,1 % hmotn. Vývoj „čistých“ ocelí nebo ocelí s velmi nízkým obsahem nečistot je tedy důležitý pro snížení zářením vyvolané křehnutí.

### Creep (tečení)
Tečení nastává, když je materiál držen na úrovni napětí pod jejich mezí kluzu, což dlouhodobě způsobuje plastickou deformaci. Dochází k tomu zejména když je materiál vystaven vysokému namáhání při zvýšených teplotách, protože k difúznímu a dislokačnímu pohybu dochází rychleji. Ozáření může způsobit tečení v důsledku interakce mezi napětím a vývojem mikrostruktury. V takovém případě není nárůst difuzivit v důsledku vysokých teplot příliš silným faktorem způsobujícím tečení. Rozměry materiálu se pravděpodobně zvětší ve směru aplikovaného napětí v důsledku vytváření dislokačních smyček kolem defektů, které vznikly v důsledku radiačního poškození. Kromě toho může aplikovaný stres umožnit snazší absorpci intersticiálů při dislokaci, což napomáhá migraci. Když jsou dislokace schopny migrovat, zůstávají nadbytečné vakance, což může také vést k otokům.

### Korozní praskání za pomoci ozáření
V důsledku křehnutí hranic zrn nebo jiných defektů, které mohou sloužit jako iniciátory trhlin, může přidání radiačního napadení do trhlin způsobit korozní praskání mezi krystaly. Hlavním environmentálním stresorem, který vzniká v důsledku záření, je vodíková křehkost na špičkách trhlin. Vodíkové ionty vznikají když záření štěpí molekuly vody (která je přítomna jako chladivo ve většině reaktorů) na OH − a H + . Existuje několik možných mechanismů, které vysvětlují vodíkové křehnutí, tři z nich jsou mechanismus dekoheze, teorie tlaku a metoda vodíkového útoku . V mechanismu dekoheze se má za to, že akumulace vodíkových iontů snižuje pevnost vazby mezi kovy, což usnadňuje odtržení atomů od sebe. Teorie tlaku je založena na tom, že vodík se může srážet jako plyn při vnitřních defektech a vytvářet bubliny v materiálu. Napětí způsobené rozpínající se bublinou navíc k aplikovanému napětí snižuje celkové napětí potřebné k lomu materiálu. Metoda vodíkového útoku je podobná teorii tlaku, ale v tomto případě existuje podezření, že vodík reaguje s uhlíkem v oceli za vzniku metanu, který pak na povrchu vytváří otoky a bubliny. Přidané napětí bublinami je zesíleno oduhličením oceli, která oslabuje kov. Kromě vodíkového křehnutí může zářením vyvolané tečení způsobit posunutí hranic zrn proti sobě. To ještě více destabilizuje hranice zrn a usnadňuje šíření trhliny po její délce.

## Radiační poškození paliva
Životnost paliva (typicky udávaná maximálním stupněm vyhoření) často není dána množstvím dostupného štěpného materiálu v palivu, ale odolností palivových tyčí vůči vnějším faktorům jako jsou tepelné rozdíly napříč palivem, koroze či poškození způsobené právě radiačním zářením. Technologie jaderných paliv se postupem času dramaticky měnily současné palivové tyče jsou schopny odolat několikanásobně vyššímu stupni vyhoření než paliva reaktorů I. generace. Samotné palivo je vystaveno nejvyšší dávce radiace ze všech komponentů, nároky na odolnost jsou tak velmi vysoké. Případě selhání paliva či jeho povlaku může dojít k protržení a uvolnění štěpných produktů do chladicí vody či životního prostředí.

### Tvorba dutin a bublin
Dutiny se tvoří v důsledku shlukování volných míst (vakancí) a obecně se tvoří snáz při vyšších teplotách. Bubliny jsou dutiny naplněné plynem, který se může shromažďovat zejména v důsledku rozpadu atomu neutronovým ozářením a vést k bobtnání. Největší problém s dutinami a bublinami je rozměrová nestabilita. Bobtnání způsobené bublinami je typicky problém spíše pro palivo. Tablety s UO2 často v důsledku naplnění plynnými štěpnými produkty bobtnají a praskají. dutiny však mohou ohrozit i konstrukční prvky reaktoru. Mezi problematické oblasti patří oblasti s úzkými rozměrovými tolerancemi, jako jsou závity na spojovacím prvku.

### Radiací urychlená koroze povlaku
Pro zamezení parazitního pohlcení neutronů jsou palivové tyče tvořeny z velmi tenké vrstvy neutronově transparentního materiálu, nejčastěji zirkonu, který hermeticky chrání palivo před vodou a zároveň zamezuje úniku paliva do vody. Tento povlak postupem času koroduje oxidací, což narušuje jeho integritu, celý proces je přitom urychlený zářením, které v chladicí vodě vytváří volné radikály. Tímto způsobem povlak eroduje řádově o několik nm za rok. Jedná se tak problém spíše pro dlouhodobé ukládání vyhořelého paliva. Pro zamezení koroze musí být palivové soubory uskladněny v demineralizované vodě s nízkým obsahem rozpuštěného kyslíku nebo ve velmi suchém vzduchu. Naopak k největšímu poškození dochází ve slané vodě a vlhkém vzduchu.

## Navrhování radiačně odolných materiálů pro tlakové nádoby reaktorů
Velmi agresivní prostředí vyžaduje nové přístupy k materiálům, aby bylo možné bojovat proti degradaci mechanických vlastností v průběhu času. Jednou z metod je stabilizace přemístěných atomů. Toho lze dosáhnout přidáním hranic zrn, rozpuštěných látek s nadměrnou velikostí nebo disperzantů malých oxidů, aby se minimalizoval pohyb defektů. Tím by došlo k menší radiaci vyvolané segregaci prvků, což by následně vedlo k flexibilnějším hranicím zrn a menšímu koroznímu praskání mezi krystaly. Blokování dislokace a pohybu defektu by také pomohlo zvýšit odolnost vůči radiačně asistovanému tečení. Byly hlášeny pokusy o zavedení oxidů yttria k blokování pohybu dislokací, ale bylo zjištěno, že technologická implementace představuje větší výzvu, než se očekávalo. Pro pokračování ve zlepšování odolnosti konstrukčních materiálů používaných v jaderných elektrárnách vůči radiačnímu poškození je zapotřebí další výzkum.
V roce 2018 Rosatom oznámil, že vyvinul techniku tepelného žíhání pro RPV, která zmírňuje poškození zářením, navrací původní vlastnosti oceli a prodlužuje životnost o 15 až 30 let. Tato metoda byla demonstrována na 1. bloku jaderné elektrárny Balakovo nebo v Jaslovských Bohunících v roce 2000.